# Leonardo Sernicola
Leonardo Sernicola (sinh ngày 30 tháng 7 năm 1997) là một cầu thủ bóng đá người Ý hiện tại đang thi đấu ở vị trí hậu vệ cánh trái cho câu lạc bộ Cremonese tại Serie B.

## Sự nghiệp thi đấu

### Đầu sự nghiệp
Sernicola sinh ra ở Civita Castellana thuộc vùng Lazio của Ý. Khi còn trẻ, các đội trẻ của những gã khổng lồ địa phương như Lazio và Roma đã quan tâm đến anh, nhưng đánh giá anh quá nhỏ con và nhẹ để thi đấu chuyên nghiệp. Anh cũng đã sự thử việc không thành công với Perugia, trước khi ký hợp đồng với đội trẻ của Ternana qua biên giới ở Umbria. Anh đã có gần 50 lần ra sân cho đội Primavera.

### Ternana
Sernicola đã chơi ở nhiều độ tuổi khác nhau trong đội trẻ Ternana và sự phát triển thể chất của anh là 20 cm trong hai năm cho phép anh ấy thi đấu với các đối thủ lớn hơn, trái ngược với niềm tin của các đội đã từ chối anh. Anh hiện cao 1,88 m (6 ft 2 in). Năm 2016, anh được đôn lên đội một khi kết thúc mùa giải 2015–16 và ở lại với đội với tư cách Rossoverdi chuẩn bị cho mùa giải 2016–17. Anh ra mắt đội một vào ngày 7 tháng 5 năm 2016, vào sân thay cho Fabiano Santacroce ở phút thứ 63 trong trận hòa 1-1 với Cesena. Anh đã chơi trọn vẹn 90 phút của hai trận tiếp theo và hai trận cuối cùng của mùa giải. Sernicola đã không thi đấu thường xuyên trong mùa giải 2016–17, và sau đó được cho mượn vào tháng 1 năm 2017 tại Fondi của giải Lega Pro. Trận ra mắt của anh cho đội bóng là khi vào sân thay người trong trận hòa 1-1 trước Catania vào ngày 23 tháng 1 năm 2017.

### Sassuolo
Vào ngày 28 tháng 7 năm 2018, Sernicola ký hợp đồng với câu lạc bộ Sassuolo tại Serie A. Ngày 9 tháng 7 năm 2019, anh gia nhập Virtus Entella dưới dạng cho mượn đến ngày 30 tháng 6 năm 2020. Ngày 29 tháng 1 năm 2020, anh chuyển tới Ascoli theo dạng cho mượn. Ngày 25 tháng 9 năm 2020, anh gia nhập SPAL dưới dạng cho mượn.

#### Cho mượn tại Cremonese
Vào ngày 20 tháng 7 năm 2021, Sernicola được đem cho mượn tại câu lạc bộ Cremonese.

### Cremonese
Vào ngày 8 tháng 7 năm 2022, Cremonese đã thông báo về việc ký hợp đồng lâu dài với Sernicola.

## Thống kê sự nghiệp
Tính đến 8 tháng 4 năm 2023
| Câu lạc bộ            | Mùa giải            | Giải đấu            | Giải đấu | Giải đấu | Cúp  | Cúp | Tổng cộng | Tổng cộng |
| Câu lạc bộ            | Mùa giải            | Hạng                | Trận     | Bàn      | Trận | Bàn | Trận      | Bàn       |
| --------------------- | ------------------- | ------------------- | -------- | -------- | ---- | --- | --------- | --------- |
| Ternara               | 2015–16             | Serie B             | 3        | 0        | 2    | 0   | 5         | 0         |
| Ternara               | 2016–17             | Serie B             | 6        | 0        | 1    | 0   | 7         | 0         |
| Ternara               | Tổng cộng           | Tổng cộng           | 9        | 0        | 3    | 0   | 12        | 0         |
| Fondi (mượn)          | 2016–17             | Serie C             | 5        | 0        | 0    | 0   | 5         | 0         |
| Matera (mượn)         | 2017–18             | Serie C             | 34       | 3        | 0    | 0   | 34        | 3         |
| Sassuolo              | 2018–19             | Serie A             | 1        | 0        | 0    | 0   | 1         | 0         |
| Virtus Entella (mượn) | 2019–20             | Serie B             | 5        | 1        | 1    | 0   | 6         | 1         |
| Ascoli (mượn)         | 2020                | Serie B             | 14       | 0        | 0    | 0   | 14        | 0         |
| SPAL (mượn)           | 2020–21             | Serie B             | 21       | 0        | 5    | 0   | 26        | 0         |
| Cremonese (mượn)      | 2021–22             | Serie B             | 33       | 0        | 1    | 0   | 34        | 0         |
| Cremonese             | 2022–23             | Serie A             | 24       | 2        | 3    | 2   | 27        | 4         |
| Cremonese             | Tổng cộng           | Tổng cộng           | 57       | 2        | 4    | 2   | 61        | 4         |
| Tổng cộng sự nghiệp   | Tổng cộng sự nghiệp | Tổng cộng sự nghiệp | 146      | 6        | 13   | 2   | 159       | 8         |